# Цедровиці
Цедровиці (пол. Cedrowice) — село в Польщі, у гміні Озоркув Зґерського повіту Лодзинського воєводства.
Населення — 202 особи (2011).

## Демографія
Демографічна структура станом на 31 березня 2011 року:
|          | Загалом | Допрацездатний вік | Працездатний вік | Постпрацездатний вік |
| -------- | ------- | ------------------ | ---------------- | -------------------- |
| Чоловіки | 97      | 16                 | 73               | 8                    |
| Жінки    | 105     | 22                 | 62               | 21                   |
| Разом    | 202     | 38                 | 135              | 29                   |